# Ava de Ribagorça
Ava de Ribagorça (floruit 970-988) foi senhora de Ribagorça e pelo casamento condessa de Castela entre o ano de 970 até a sua morte.

## Biografia
Ava recebeu dote em bens, tais como: cavalos, ouro e prata para se casar antes do ano 970 com Garcia Fernandes o "Mãos Brancas", conde de Castela entre 970 e 995. Todos esses objetos preciosos, faziam parte do tesouro do Mosteiro de Obarra, que os tinha obtido como retorno de três vilas de Ribagorça.
Ava encontra-se na documentação do seu tempo presente em muitas doações feitas a mosteiros no Castela ao lado do marido. Muitas doações são feitas ao Mosteiro de San Pedro de Cardeña, local onde o conde Garcia Fernandes e Ava de Ribagorça estabeleceram o seu panteão, mas também incluem doações para o mosteiro de Covarrubias em 7 setembro de 972, principalmente para a criação do Infantado destinado para à sua filha Urraca de Castela e Ribagorza, que foi religiosa beneditina.
A condessa Ava morreu depois de 988, a última vez que aparece na documentação medieval.

## Relações familiares
Foi filha do conde Raimundo II de Ribagorza e de Gersenda de Fézensac, filha de Guilherme Garcês da Gasconha, conde de Fezensac e de Gracinda de Ruergue. Foi casada com Garcia Fernandes, conde de Castela e filho do conde Fernão Gonçalves e de Sancha Sanches de Pamplona, com quem teve:
1. Sancho Garcia, «o dos Bons Foros» (m. 5 de Fevereiro de 1017), conde de Castela e casado com Urraca Gomes, filha de Gomez Diaz de Saldanha.
2. Gonçalo Garcia de Castela (m.  1011).
3. Elvira Garcia (morta em dezembro de 1017), foi rainha regente de Leão e casou em 991 com Bermudo II de Leão.
4. Mor Garcia, casou com Ramon III Pallars, conde de Pallars Jussà entre 948 e 995.
5. Urraca Garcia (? - 1039).
6. Toda Garcia (? - 1031) casada com Sancho Gomes, filho de Gomez Diaz de Saldanha
7. Onneca Garcia, casou-se em 995 com Almançor, tendo depois da morte deste, entrado em 1045 para o Mosteiro de San Salvador de Oña, como abadessa.